# Cyphophthalmus minutus
Espèce
Synonymes
- Siro minutus Kratochvíl, 1938
- Siro duricorius bolei Hadži, 1973

Cyphophthalmus minutus est une espèce d'opilions cyphophthalmes de la famille des Sironidae.

## Distribution
Cette espèce est endémique de Croatie. Elle se rencontre à Konavle dans une grotte.

## Description
Le mâle holotype mesure 1,50 mm.

## Systématique et taxinomie
Cette espèce a été décrite sous le protonyme Siro minutus par Kratochvíl en 1938. Elle est placée dans le genre Cyphophthalmus par Boyer, Karaman et Giribet en 2005.

## Publication originale
- Kratochvíl, 1938 : « Essai d'une nouvelle classification du genre Siro. » Věstník Československé zoologické společnosti v Praze - Mémoires de la Société Zoologique Tchécoslovaque de Prague, vol. 5, p. 59–76.